# Parcul Regional Labanoras

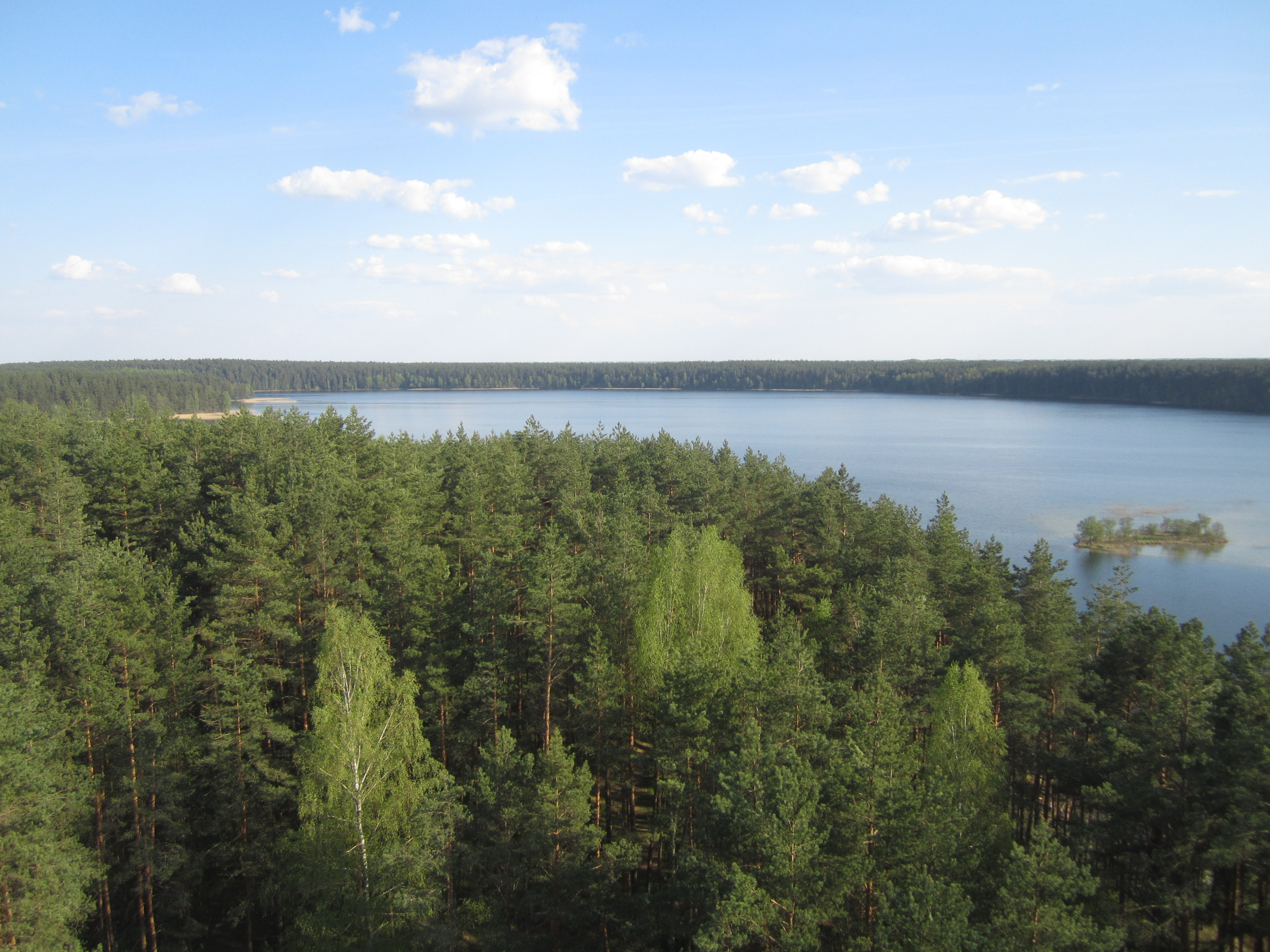
Lacul Baltieji, la sud de turnul de observație al Parcului Labanor

Parcul Regional Labanoras, înființat în 1992, este un parc situat la 80 de kilometri nord-est de capitala Lituaniei, Vilnius. Cu o suprafață de 553,44 hectare, este cel mai mare parc regional din țară. Parcul se întinde în județele Švenčionys, Molėtai și Utena.
Parcul conține aproximativ 70 de lacuri; aproximativ 80% din terenurile sale sunt împădurite. Biodiversitatea sa florală este ridicată și găzduiește cea mai densă populație de perechi de berze albe în Europa. Acesta conține, de asemenea, zone cu valoare arheologică, arhitecturală, etnografică și istorică.

## Conducere
În cadrul Parcului Regional Labanoras din Lituania se află orășelul Labanoras lângă drumul național KK114 Moletai - Kaltanėnai - Ignalina. Ca centru al Parcului Regional Labanoras, orașul atrage numeroși turiști. Conform recensământului lituanian din 2011, orașul avea 59 de locuitori. Conducerea parcului se află în orășelul Labanoras.

## Descriere
Parcul a fost fondat la 24 septembrie 1992 pentru a păstra peisajul pădurii Labanoras și a lacurilor sale, ecosistemul său natural și valorile patrimoniului cultural, precum și peisajele de agrement din estul regiunii Aukštaitija, valoroase pentru recreere. Parcul regional este mărginit la nord-est de Parcul Național Aukštaitija.
Cea mai mare parte a parcului este acoperită de păduri (80%), cele mai multe fiind păduri de pini.
În parcul Regional Labanor se găsesc cele mai multe lacuri dintre toate parcurile regionale lituaniene. Cele mai mari lacuri sunt Stirniai, Baltieji și Kertuojai. Aproximativ 30 de râuri curg prin parc, ca de exemplu Lakaja, Peršokšna, Dumblė sau Luknelė.. În plus față de aceste râuri și lacuri, se găsesc și alte ecosisteme umede și mlaștini valoroase în acest parc.
Parcul este renumit pentru elanii săi, mai locuiesc aici și lupi sau râși.
Diversitatea speciilor de plante din parcul regional Labanoras este foarte mare. Botanicii au numărat 120 de tufișuri diferite de salcie de mlaștină, 300 tulpini de flori de gențiană de mlaștină , 80 de mii de plante poroinic, 2300  de Lobelia dortmanna și 200 de nuferi Nymphaea.
Biserica catolică din Labanoras, construită în 1820, a ars în decembrie 2009. Se crede că din biserica au fost jefuite peste 30 de tablouri valoroase (15 dintre acestea erau monumente de artă protejate de stat) și apoi s-a dat foc bisericii pentru a acoperi urmele spargerii. Reconstrucția bisericii a fost finanțată de guvern și din donații private.  Alături de biserică se găsește clopotnița din secolul al XIX-lea, care găzduiește un mic muzeu al bisericii.
La aproximativ 70 de kilometri nord de Vilnius sau 12 kilometri nord-est de Moletai - nu departe de autostrada Vilnius - Kaunas, se află Muzeul de Etno-Cosmologie din Lituania (Lietuvos etnokosmologijos muziejus). Acesta este format din Observatorul Astronomic Molėtai și Muzeul de Etnologie. Observatorul a fost construit în 1969.  Autorii ideii unui muzeu de etno-cosmologie în Lituania - dr. Gunaras Kakaras și dr. Libertas Klimka, au conectat etnologia de astronomie prin intermediul interfețelor naționale lituaniene cu cerul, soarele, luna, stelele și pentru a fi posibil ca oamenii obișnuiți, nu doar oameni de știință, să urmărească prin telescop obiecte cerești și pentru ca aceștia să asculte răspunsurile la întrebări interesante.

## Timp liber și divertisment
Există o mulțime de lacuri de pescuit în parc care atrag turiștii, iar pădurea Labanoras este plină de fructe de pădure și de ciuperci. Un traseu duce de la Lacul Siesart la Lacul Lakaya la Zeimena, acesta este ideal pentru drumeții și ciclism.

## Turnul de observație
La 22 septembrie 2015, a fost inaugurat turnul de observație al Parcului Labanor, acesta este cel mai înalt turn de observație din Lituania. Se află în apropierea satului Mindūnai, Municipiul Molėtai, Judetul Utena. Înălțimea sa este de 36 m.

## Legături externe
- Pădurea Labanoro (Parcul Regional Labanor)